# Javier Avilés
Javier Avilés Cortés, más conocido como Javier Avilés (Madrid, 17 de agosto de 1997) es un futbolista español que juega de centrocampista en el Algeciras C. F. de la Primera Federación.

## Trayectoria
Javi Avilés comenzó su carrera como sénior en el C. D. Coslada en 2015, fichando un año después por el Atlético Baleares en la Segunda División B.
Después de apenas contar para el club balear, se marchó, en enero de 2017, al Pobla de Mafumet, de la Tercera División. A final de temporada se terminó marchando al Rayo Cantabria.

### Leganés
En el mercado de invierno de la temporada 2017-18 fichó por el C. D. Leganés, asignándole una ficha del equipo filial.
Su debut con el primer equipo del Leganés se produjo el 30 de octubre de 2018, en un partido de Copa del Rey frente al Rayo Vallecano. El 25 de agosto de 2019 debutó en la Primera División, en la derrota del Leganés por 0-1 frente al Atlético de Madrid. El 27 de junio de 2020 marcó su primer gol como profesional en la Primera División, en la derrota por 2-1 del Leganés frente al C. A. Osasuna.
A mediados de 2021 renovó su contrato con el C. D. Leganés hasta el año 2026. En la primera vuelta de la temporada 2021-22 disputó cinco partidos, por lo que el 15 de enero de 2022 fue cedido al Clube Desportivo de Tondela hasta el final de la misma y competir así en la Primeira Liga. Con este equipo alcanzó la final de la Copa de Portugal antes de regresar a Leganés. La siguiente campaña volvió a salir a préstamo en el mes de enero, siendo esta vez el C. D. Lugo su destino. Acumuló dos cesiones más en la temporada 2023-24 con la S. D. Amorebieta, donde iba a seguir compitiendo en la Segunda División, y el Málaga C. F.
El 30 de agosto de 2024 llegó a un acuerdo para rescindir su contrato con el C. D. Leganés. Unos días después firmó con el Algeciras C. F.

## Clubes
| Club                      | País     | Año       |
| ------------------------- | -------- | --------- |
| C. D. Coslada             | España   | 2015      |
| C. D. Atlético Baleares   | España   | 2016-2017 |
| Pobla de Mafumet          | España   | 2017      |
| Rayo Cantabria            | España   | 2017-2018 |
| C. D. Leganés "B"         | España   | 2018-2020 |
| C. D. Leganés             | España   | 2020-2024 |
| C. D. Tondela (cedido)    | Portugal | 2022      |
| C. D. Lugo (cedido)       | España   | 2023      |
| S. D. Amorebieta (cedido) | España   | 2023-2024 |
| Málaga C. F. (cedido)     | España   | 2024      |
| Algeciras C. F.           | España   | 2024-     |